# Volitve za nestalne članice Varnostnega sveta Združenih narodov 2023
Volitve v Varnostni svet Združenih narodov leta 2023 bodo potekale 6. junija 2023 med 77. zasedanjem Generalne skupščine Združenih narodov, ki bo potekalo na sedežu Združenih narodov v New Yorku. Volilo se bo pet nestalnih članic v Varnostnem svetu OZN za dveletni mandat, ki se začne 1. januarja 2024. Tretjič od svoje samostojnosti kandidira tudi Slovenija.
V skladu s pravili rotacije Varnostnega sveta, po katerih se deset nestalnih članic rotira med različnimi regionalnimi bloki, v katere se države članice OZN tradicionalno razdelijo zaradi glasovanja in zastopanja, je pet razpoložljivih sedežev dodeljenih na naslednji način:
- Dva za afriško skupino
- Ena za azijsko-pacifiško skupino[1]
- Ena za skupino Latinske Amerike in Karibov
- Ena za vzhodnoevropsko skupino

Pet članov bo delovalo v Varnostnem svetu v obdobju 2024–2025.

## Kandidati

### Afriška skupina
Kandidati za 2 prosti mesti so:
- Alžirija[2]
- Sierra Leone[3]

### Azijsko-pacifiška skupina
Kandidati za 1 prosto mesto so:
- Tadžikistan[4]
- Južna Koreja[5]

### Vzhodnoevropska skupina
Kandidati za 1 prosto mesto so:
- Belorusija[6]
- Slovenija[6]
  - podpora:  ZDA[6]

### Latinskoameriška in karibska skupina
Kandidat za 1 prosto mesto je:
- Gvajana[7]